# Senta Čermáková
Senta Čermáková (* 31. května 1968 Praha) je česká manažerka, která se věnuje inovacím v poradenské firmě Deloitte. 25 let (do 1. ledna 2017) působila ve společnosti Hewlett-Packard jako ředitelka globálních zákaznických programů.

## Profesní kariéra
Kariéru začala ve společnosti Digital Equipment s.r.o. K roku 2014 působila ve funkci Global Customer Referencing COE Director ve společnosti Hewlett-Packard. V minulosti zastávala pozice Brand Evangelist, Change Agent a Project Manager v oborech sales, marketingu a fúzích a akvizicích. Následně pracovala jako Technology Services and Industries Analyst a Public Relations Director.
V dubnu 2011 byla jako první žena zvolena Manažerem roku 2010.

## Osobní život
Vystudovala Fakultu elektrotechnickou ČVUT, specializace biokybernetika. Obdržela sommelierskou certifikaci. Zabývá se také mentoringem. Ročně se věnuje až 8 mentees, například z programu Odyssey nebo z mentoringového programu ČVUT.[zdroj⁠?!] Manželem je novinář Miloš Čermák, publicista a media expert. Mají dvě děti, Vavřince (1994) a Jolanu (1996).[zdroj?]